# Una serena pasión
Una serena pasión (título original en inglés: A Quiet Passion) es una película biográfica británica de 2016 escrita y dirigida por Terence Davies sobre la vida de la poeta estadounidense Emily Dickinson. La película está protagonizada por Cynthia Nixon como la poeta solitaria. Está coprotagonizada por Emma Bell como la joven Dickinson, Jennifer Ehle, Duncan Duff y Keith Carradine. La película se estrenó en el 66º Festival Internacional de Cine de Berlín en febrero de 2016 y se estrenó en el Reino Unido el 7 de abril de 2017. Ganó el Gran Premio en el Film Fest Gent.

## Producción
El 10 de septiembre de 2012, se anunció que Cynthia Nixon interpretaría a Emily Dickinson en una película biográfica dirigida por Terence Davies. En mayo de 2015, después de un largo tiempo de desarrollo infernal, Una serena pasión finalmente comenzó la producción en Bélgica. La película se rodó en AED Studios en una réplica de la casa de Dickinson. También se filmaron escenas adicionales en Amherst y Pelham, Massachusetts. Jennifer Ehle fue elegida para un papel secundario clave junto a Nixon.

## Recepción
En el sitio web del agregador de reseñas Rotten Tomatoes, la película tiene un índice de aprobación del 91%, basado en 152 reseñas, y una calificación promedio de 7.8/10. El consenso crítico del sitio web dice: " Una serena pasión ofrece un retrato finamente detallado de una vida cuyo plácido pasaje puede no haber sido inherentemente cinematográfico, pero se vuelve más conmovedor por la fuerte actuación de Cynthia Nixon". En Metacritic, la película tiene una puntuación media ponderada de 78 sobre 100, basada en 31 críticos, lo que indica "críticas generalmente favorables".